# Gran banyista (Pablo Picasso)
Gran banyista (Grande baigneuse) és un oli sobre tela de 182 × 101,5 cm pintat per Pablo Picasso l'any 1921 i dipositat al Museu de l'Orangerie de París.

## Context històric i artístic
En paral·lel amb els moviments d'avantguarda (com l'abstracció i el constructivisme, els quals es desenvoluparen durant la segona dècada del segle XX i principis dels anys vint) i al costat dels muntatges dadaistes, va sorgir un estil de pintura basat en el respecte als vells mestres i en un tractament més representatiu de l'ésser humà i de la natura. Picasso, igual que altres artites (com ara, André Derain), va participar en aquest moviment, el qual fou anomenat el retorn a l'ordre per l'aspecte clàssic de les seues composicions.
El cicle de les Banyistes monumentals, inaugurat al principi dels anys vint, pertany al període neoclàssic de l'obra de Picasso i coincideix amb l'època de les primeres estades de l'artista a Sant Rafèu i a Antíbol. En aquestes "dones-colós", immòbils i esculturals, el retorn a l'antiguitat es conjuga amb el culte arcaic de la feminitat generosa. Demostren que "l'antiguitat per a Picasso no és un exemple ni una disciplina, sinó una nova manera d'anar més enllà de les aparences, del present, de la realitat immediata, una manera de remuntar fins a les fonts, fins al món de les formes primitives."
Paul Guillaume va adquirir aquesta obra mestra després del 1930 i fou conservada curosament per la seua vídua Domenica, ja que s'avenia a la perfecció amb les seues preferències pictòriques.

## Descripció
La Gran Banyista, monumental i asseguda damunt d'una butaca recoberta amb una draperia, té el cap lleugerament girat cap a la dreta, la mirada absent. Figura massiva, de contorns i modelat precisos, ocupa tota la superfície pictòrica i gairebé toca els límits del quadre. La proporció del cap contrasta amb la del cos, d'amples espatlles i de cuixes i panxells robusts.
Segons André Fermigier, "Ens quedem astorats davant d'aquests canells i turmells enormes, aquests peus elefantescs, aquests rostres bovins, aquests pits que apunten com obusos."
Recorda els cànons de l'antiguitat per la seua exageració i suggereix múltiples fonts d'inspiració: a més de l'antiguitat grega i romana, sembla tindre influències també d'Ingres i de Renoir. Seguint l'exemple dels mestres del passat, Picasso va voler també experimentar amb un estil estrany del classicisme que també incloïa cossos distorsionats i cares sòlides i pesades. De fet, amb l'aparició d'aquestes grans banyistes de Picasso, hom assisteix a la reconstrucció d'una antiguitat clàssica transcendent i idealitzada.